# 3319 Kibi
A 3319 Kibi (ideiglenes jelöléssel 1977 EJ5) a Naprendszer kisbolygóövében található aszteroida. Hiroki Kosai,  Kiichiro Hurukawa fedezte fel 1977. március 12-én.